# Geogarypus continentalis
Espèce
Synonymes
- Garypus continentalis Redikorzev, 1934

Geogarypus continentalis est une espèce de pseudoscorpions de la famille des Geogarypidae.

## Distribution
Cette espèce se rencontre au Kirghizistan, au Kazakhstan et au Pakistan.

## Publication originale
- Redikorzev, 1934 : Neue paläarktische Pseudoscorpione. Zoologische Jahrbücher, Abteilung für Systematik, Ökologie und Geographie der Tiere, vol. 65, p. 423-440.